# Andropolia diffusilis
Andropolia diffusilis är en fjärilsart som beskrevs av Harvey 1878. Andropolia diffusilis ingår i släktet Andropolia och familjen nattflyn. Inga underarter finns listade i Catalogue of Life.